# Zawisznia (przystanek kolejowy)
Zawisznia (ukr. Завишень, ros. Завышень) – przystanek kolejowy w pobliżu miejscowości Zawisznia, w rejonie  szeptyckim, w obwodzie lwowskim, na Ukrainie. Leży na linii Lwów – Sapieżanka – Kowel.
Do 2024 w rejonie czerwonogrodzkim.